# William Thomas Best

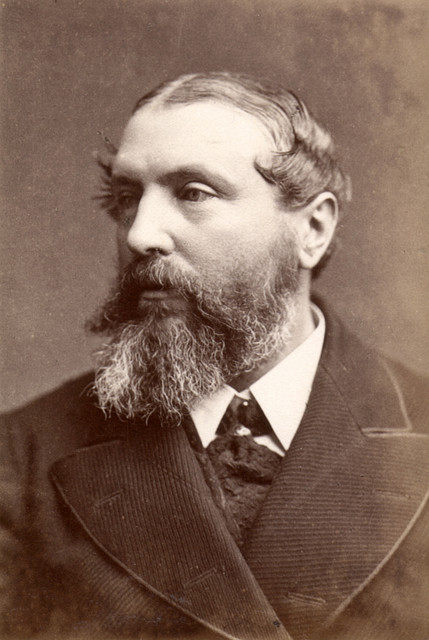
William Thomas Best

William Thomas Best (* 13. August 1826 in Carlisle; † 10. Mai 1897 in Liverpool) war ein englischer Organist.

## Leben und Wirken
Der Sohn eines Solicitors hatte Orgelunterricht beim Organisten der Kathedrale seiner Heimatstadt und wirkte dann als Organist u. a. an der Pembroke Chapel in Liverpool (1840), bei der Liverpool Philharmonic Society (1848) sowie in London im Panoptikum in der Leicester Square und der Kirche St. Martin-in-the-Fields (1854–55).
Nach seiner Rückkehr nach Liverpool erlangte er Berühmtheit mit seinen wöchentlichen Konzerten als Organist der St George’s Hall, in denen er ein breites Spektrum von Orgelwerken von Bach bis zu zeitgenössischen Komponisten vorstellte. Daneben war er der Soloorganist beim jährlichen Händel-Festival im Crystal Palace, dessen große Orgel er 1871 einweihte. 1890 gab er Konzerte in der Stadthalle von Sydney/Australien. 1894 setzte er sich aus gesundheitlichen Gründen zur Ruhe. Best stand in Austausch mit dem jüngeren englischen Komponisten und Organisten William Faulkes, welchen er beeinflusste.
Bests eigene Werke wurden unter dem Titel Organ Pieces for Church Use veröffentlicht. Zu seinem Gedenken wurde an der Orgel der St George’s Hall eine von Conrad Dressler geschaffene Büste angebracht.